# Villar de Torre
Villar de Torre est une commune de la communauté autonome de La Rioja, en Espagne.